# Subliman (filozofija)
U estetici, subliman (od latinskog sublīmis) kvalitet je veličine, bilo fizičke, moralne, intelektualne, metafizičke, estetske, duhovne ili umetničke. Izraz se posebno odnosi na veličinu koja je iznad svake mogućnosti proračuna, merenja ili imitacije.

## Drevna filozofija
Prva poznata studija sublimnog pripisuje se Longinusu: Peri Hupsos/Hipsos ili Na sublimnom. Smatra se da je ovo napisano u 1. veku nove ere, iako je njegovo poreklo i autorstvo zapravo neizvesno. Za Longinusa je sublimno pridev koji opisuje veliku, uzdignutu ili uzvišenu misao ili jezik, naročito u kontekstu retorike. Kao takvo, sublimno nadahnjuje strahopoštovanje i duboko poštovanje, za veće ubedljive sile. Longinusov traktat je takođe značajan, jer se ne odnosi samo na grčke autore poput Homera, već i na biblijske izvore kao što je Knjiga postanja.
Ovaj je traktat ponovo otkriven u 16. veku, a njegov kasniji uticaj na estetiku obično se pripisuje njegovom prevodu na francuski jezik zaslugom lingviste Nikole Boala 1674. godine. Kasnije je traktat na engleski jezik preveo Džon Pultni 1680. godine, Leonard Velsted 1712. godine, i Vilijam Smit 1739. godine, čiji je prevod imao svoje peto izdanje 1800. godine.

## Moderna filozofija

### Britanska filozofija
Razvoj koncepta sublimnosti kao estetskog kvaliteta u prirodi različitog od lepote prvi je put zapažen u 18. veku u spisima Entonija Ašlija-Kupera, trećeg grofa od Šaftsberija i Džona Denisa, pri čemu oni izražavaju strahopoštovanje za čudesne i neregularne oblike spoljašnje prirode, i Džozef Adisonovoj sintezi koncepta uzvišenog u njegovom delu Gledatelj, a kasnije i Užici imaginacije. Ova trojica engleza su u rasponu od nekoliko godina putovali kroz Alpe i u svojim spisima komentarisali o užasu i harmoniji doživljaja, izražavajući kontrast estetskih kvaliteta.
Džon Denis je prvi objavio svoje komentare u pismu u časopisu objavljenom kao Miscellanies 1693. godine, dajući izveštaj o prelasku Alpa gde je, suprotno njegovim ranijim osećanjima za lepotu prirode kao „užitak koji je u skladu sa razumom“, doživljaj putovanja bio je istovremeno zadovoljstvo za oko kao što je muzika za uho, ali „pomešano sa užasima, a ponekad i skoro sa očajem“. Šeftsberi je putovao dve godine pre Denisa, ali je svoje komentare objavio tek 1709. u Moralistima. Njegovi komentari o iskustvu takođe su odražavali zadovoljstvo i odbojnost, citirajući „opustošenu planinu“ koja se pokazala svetu kao „plemenita ruševina“ (Deo III, odeljak 1, 390–91), ali njegov koncept uzvišenog u smislu lepote bio stepen pre nego oštra suprotnost koju je Denis razvio u novi oblik književne kritike. Šeftsberijevi spisi više odražavaju poštovanje prema beskonačnosti svemira („Prostor zadivljuje“ misleći na Alpe), gde uzvišeno nije bilo estetski kvalitet u suprotnosti sa lepotom, već kvalitet od većeg i većeg značaja od lepote. Pozivajući se na Zemlju kao na „palatu-globus“ i „ljudski-kontejner“, Shaftsburi piše „Kako usko onda to mora izgledati u poređenju sa prostranim Sistemom sopstvenog Sunca... koji je animiran uzvišenim nebeskim duhom. ..“ (III deo, odeljak 1, 373).
Džozef Adison je krenuo na Veliku turu 1699. i komentarisao je u Napomenama o nekoliko delova Italije itd. da „Alpi ispunjavaju um prijatnom vrstom užasa“. Značaj Adisonovog koncepta uzvišenog je da tri zadovoljstva mašte koja je on identifikovao — veličina, neobičnost i lepota — „proizlaze iz vidljivih objekata“; odnosno iz vida pre nego iz retorike. Takođe je primetno da u pisanju o „Uzvišenom u spoljašnjoj prirodi” on ne koristi termin „uzvišen” već koristi polusinonimne termine kao što su „neukoričen”, „neograničen”, „prostran”, „veličina” i ponekad termine koji označavaju pretjeranost.
Britanski opis uzvišenog je opisan kao različit od kantovske konceptualizacije, koja je naglašavala odvojenost estetskog suda. Britanska tradicija je poznata po odbacivanju ideje da estetsko rasuđivanje i etičko ponašanje nisu povezani. Jedan od njegovih stavova je da afektivni registar uzvišenog nije odvojen od standarda koji regulišu ljudsko ponašanje i da ne prevazilazi etičko ponašanje.

#### Edmund Bеrk
Adisonov pojam veličine bio je sastavni deo koncepta uzvišenosti. Predmet umetnosti može biti lep, ali ne može imati veličinu. Njegovo Zadovoljstvo imaginacije, kao i Zadovoljstva imaginacije Marka Akensajda iz 1744. i pesma Edvarda Janga Noćne misli iz 1745. generalno se smatraju polaznim tačkama za analizu uzvišenosti Edmunda Berka.
Edmund Bеrk je razvio svoju koncepciju uzvišenosti u Filozofskom istraživanju o poreklu naših ideja o uzvišenom i lepom iz 1756. godine. Berk je bio prvi filozof koji je tvrdio da se uzvišenost i lepota međusobno isključuju. Dihotomija koju je Berk artikulisao nije tako jednostavna kao Denisova opozicija, i antitetična je u istom stepenu kao svetlost i tama. Svetlost može da naglasi lepotu, ali bilo velika svetlost bilo tama, tj. odsustvo svetlosti, uzvišena je do te mere da može poništiti viziju predmetnog objekta. Ono što je „mračno, neizvesno i zbunjeno“ pokreće maštu na strahopoštovanje i određeni stepen užasa. Dok je odnos uzvišenosti i lepote odnos uzajamne isključivosti, oba mogu pružiti zadovoljstvo. Uzvišenost može izazvati užas, ali saznanje da je percepcija fikcija je prijatno.
Berkov koncept uzvišenosti bio je antitetički kontrast klasičnoj koncepciji estetskog kvaliteta lepote kao prijatnog iskustva koje je Platon opisao u nekoliko svojih dijaloga, npr. g. Fileb, Ajon, Hippias Major i Simpozijum, i sugerisao da je ružnoća estetski kvalitet u svom kapacitetu da usađuje intenzivne emocije, na kraju pružajući zadovoljstvo. Za Aristotela, funkcija umetničkih oblika bila je da usađuju zadovoljstvo, i on je prvo razmišljao o problemu da umetnički predmet koji predstavlja ružnoću proizvodi „bol“. Aristotelova detaljna analiza ovog problema uključivala je njegovo proučavanje tragične književnosti i njene paradoksalne prirode kao istovremeno šokantne i sa poetskom vrednošću. Klasični pojam ružnoće pre Edmunda Berka, koji je najistaknutije opisan u delima svetog Avgustina Hiponskog, označavao ga je kao odsustvo forme i stoga kao stepen nepostojanja. Za svetog Avgustina lepota je rezultat blagonaklonosti i dobrote Božije u njegovoj tvorevini i kao kategorija nije imala suprotnost. Pošto ružnoći nedostaje bilo kakva atributivna vrednost, ona je bezoblična zbog odsustva lepote.
Berkov traktat je takođe značajan po tome što se fokusira na fiziološke efekte uzvišenosti, posebno na dvostruki emocionalni kvalitet straha i privlačnosti koji su primetili drugi autori. Berk je opisao osećaj koji se pripisuje uzvišenosti kao negativan bol, koji je nazvao „ushićenje“ i koji se razlikuje od pozitivnog zadovoljstva. Smatra se da je „ushićenje“ rezultat uklanjanja bola, izazvanog suočavanjem sa uzvišenim objektom, i navodno je intenzivnije od pozitivnog zadovoljstva. Iako su Berkova objašnjenja za fiziološke efekte uzvišenosti, npr. napetosti nastale usled naprezanja očiju, kasniji autori nisu ozbiljno razmatrali, njegov empirijski metod izveštavanja o sopstvenom psihološkom iskustvu bio je uticajniji, posebno u kontrastu sa analizom Imanuela Kanta. Berke se takođe razlikuje od Kanta po svom naglasku na subjektovom shvatanju njegovih fizičkih ograničenja, a ne na bilo kakvom navodnom osećaju moralne ili duhovne transcendentnosti.

## Literatura
- Ashfield, Andrew; de Bolla, Peter (1998). The Sublime: A Reader in British Eighteenth-Century Aesthetic Theory. New York: Cambridge University Press. стр. 3. ISBN 0-521-39545-3.
- Addison, Joseph. The Spectator. Ed. Donald E. Bond. Oxford, 1965.
- Beidler. P. G (пролеће 1995). „'The Postmodern Sublime: Kant and Tony Smith's Anecdote of the Cube'”. The Journal of Aesthetics and Art Criticism. 53 (2): 177—186. doi:10.1111/1540_6245.jaac53.2.0177.: 177–186.
- Brady, E (пролеће 1998). „'Imagination and the Aesthetic Appreciation of Nature'”. The Journal of Aesthetics and Art Criticism. 56 (2): 139—148. doi:10.1111/1540_6245.jaac56.2.0139.: 139–147.
- Brett, R.L. The Third Earl of Shaftesbury. London, 1951. The third Earl of Shaftesbury;: A study in eighteenth-century literary theory. Hutchinson's University Library. јануар 1951. ASIN B0007IYKBU.
- Budd, M. The Aesthetic Appreciation of Nature. Oxford, Oxford University Press, 2003.
- Burke, Edmund (1958). A Philosophical Enquiry into the Origin of Our Ideas of the Sublime and Beautiful. London. ISBN 0-935005-28-5.
- Collingwood, Robin George (1945). The Idea of Nature. Oxford: Greenwood Press. ISBN 0-313-25166-5.
- Cooper, Anthony Ashley, Third Earl of Shaftesbury. The Moralists: A Philosophical Rhapsody, in Characteristicks, Vol. II. Ed. John M. Robertson. London, 1900.
- Crowther, P (2016). How Pictures Complete Us; The Beautiful, the Sublime and the Divine. Stanford University Press. ISBN 978-0-80479846-4.
- de Bolla, P. The Discourse of the Sublime. Basil Blackwell, 1989.
- Dennis, John (1939—1943). „Miscellanies in Verse and Prose”.  Ур.: Edward Niles Hooker. Critical Works. 2. Baltimore. ASIN B0007E9YR4.
- Doran, Robert (2007). „Literary History and the Sublime in Erich Auerbach's Mimesis”. New Literary History. 38 (2): 353—369. doi:10.1353/nlh.2007.0029.
- Doran, Robert. (2015). The Theory of the Sublime from Longinus to Kant. Cambridge: Cambridge University Press..
- Dessoir, Max (1970). Aesthetics and theory of art. Ästhetik und allgemeine Kunstwissenschaft. Превод: Stephen A. Emery. Detroit: Wayne State University Press. ISBN 0-8143-1383-3.
- Duffy, C. Shelley and the revolutionary sublime. Cambridge, 2005.
- Ferguson, F. Solitude and the Sublime: romanticism and the aesthetics of individuation. Routledge, 1992.
- Fisher, P. (1998). Wonder, the rainbow and the aesthetics of rare experiences. Harvard University Press., 1999.
- Fudge, R. S (лето 2001). „'Imagination and the Science-Based Aesthetic Appreciation of Unscenic Nature'”. The Journal of Aesthetics and Art Criticism. 59 (3): 275—285. doi:10.1111/1540-6245.00025.
- Gilbert-Rolfe, Jeremy. "Beauty and the Contemporary Sublime," Allworth Press, 1999.
- Hipple, Walter John, Jr. The Beautiful, the Sublime, and the Picturesque in Eighteenth-Century British Aesthetic Theory. Carbondale, IL, 1957.
- Kant, Immanuel. Critique of Judgment. Trans. J.H. Bernard. Macmillan, 1951.
- Kant, Immanuel (2003). Observations on the Feeling of the Beautiful and Sublime. Превод: John T. Goldthwaite. University of California Press. ISBN 0-520-24078-2.
- Kaplama, Erman. (2014). Cosmological Aesthetics through the Kantian Sublime and Nietzschean Dionysian. Lanham: UPA, Rowman & Littlefield..
- Kirwan, J (2005). Sublimity: The Non-Rational and the Irrational in the History of Aesthetics. Routledge.
- Lyotard, Jean-François. Lessons on the Analytic of the Sublime. Trans. Elizabeth Rottenberg. Stanford University Press, 1994.
- Monk, Samuel H. (1935—1960). The Sublime: A Study of Critical Theories in XVIII-Century England. Ann Arbor: University of Michigan Press..
- Nicolson, Marjorie Hope (1959). Mountain Gloom and Mountain Glory: The Development of the Aesthetics of the Infinite. Ithaca: University of Washington Press. ISBN 0-295-97577-6.
- Navon, Mois. "Sublime Tekhelet". The Writings of Mois Navon
- Nicolson, Marjorie Hope. "Sublime in External Nature". Dictionary of the History of Ideas. New York, 1974. {{cite journal|author= |title=
- Noel, J (јул 1994). „'Space, Time and the Sublime in Hume's Treatise'”. British Journal of Aesthetics. 34 (3): 218—225. doi:10.1093/bjaesthetics/34.3.218..
- Pillow, K. Sublime Understanding: Aesthetic Reflection in Kant and Hegel. MIT Press., 2000.
- Ryan, V. (2001). Ryan, Vanessa Lyndal (2001). „The physiological sublime: Burke's critique of reason”. Journal of the History of Ideas. 62 (2): 265—279. doi:10.1353/jhi.2001.0018..
- George Santayana (1955). „The Sense of Beauty. Being the Outlines of Aesthetic Theory”. New York: Modern Library: 230—240.
- Saville, A (јул 2006). „'Imagination and Aesthetic Value'”. British Journal of Aesthetics. 46 (3): 248—258. doi:10.1093/aesthj/ayl002..
- Shaw, P. (2006). The Sublime. Routledge.
- Shusterman, R (октобар 2005). „'Somaesthetics and Burke's Sublime'”. British Journal of Aesthetics. 45 (4): 323—341. doi:10.1093/aesthj/ayi047..
- Sircello, GUY (јесен 1993). „How is a Theory of the Sublime Possible?”. The Journal of Aesthetics and Art Criticism. 51 (4): 541—550. doi:10.1111/1540_6245.jaac51.4.0541.
- Schopenhauer, Arthur (јануар 1966). The World as Will and Representation. Volume I. New York: Dover Press. ISBN 0-486-21761-2.
- Slocombe, Will. (2006). Nihilism and the Sublime Postmodern: The (Hi)Story of a Difficult Relationship. New York: Routledge..
- Stolnitz, Jerome (1961). „On the Significance of Lord Shaftesbury in Modern Aesthetic Theory”. Philosophical Quarterly. 43 (2): 97—113. JSTOR 2960120. doi:10.2307/2960120.
- Tsang, Lap Chuen. The Sublime: Groundwork towards a Theory. University of Rochester Press., 1998.
- Zuckert, R (лето 2003). „'Awe or Envy? Herder contra Kant on the Sublime'”. The Journal of Aesthetics and Art Criticism. 61 (3): 217—232. doi:10.1111/1540-6245.00108.